# Brethel

Brethel este o comună în departamentul Orne, Franța. În 1 ianuarie 2022 avea o populație de 136 de locuitori.